# 자살 봉지

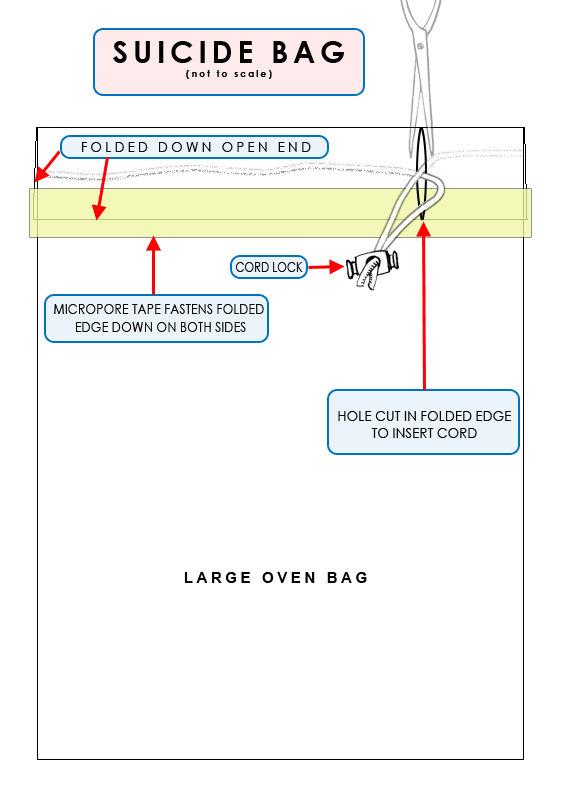
자살 봉지의 도표

자살 봉지(自殺 封紙,suicide bag) 또는 탈출 봉지(脫出 封紙,exit bag)는 큰 비닐 봉투에 드로 스트링으로 이루어져 있으며, 머리에 뒤집어 써서 스스로 목숨을 끊는 데에 쓰인다. 산소 부족으로 이산화 탄소에 의한 극심한 패닉 상태는 의식이 없을 때에도 나타나기 때문에 이를 방지하기 위해 보통 헬륨 가스나 질소 가스를 봉지 안에 주입하여 함께 사용한다. 만약 사후에 이 봉지와 가스통을 제거할 경우 그 방법을 유추해내기는 힘들다.

## 역사
1991년에 데릭 험프리의 마지막 비상구라는 책에서 처음 소개되었다. 자살 봉지는 튼튼하고 맑게 비치는 가로 56 cm, 세로 36 cm의 비닐 봉지로 소개되었다. "봉지 입구를 목 둘레에 작은 끈으로 감싸 조이고 끝과 끝을 벨크로(찍찍이)로 고정시키거나 간단히 매듭지어 고정시킨다. 고무 밴드나 스타킹을 사용할땐 너무 단단히 조이지 않도록 하며 필요이상으로 공기를 밀폐시키지 않아도 된다."
2007년에 캐나다 언론은 자살 봉지와 가스 주입이 가장 인기있는 자살 방법이 되었다고 보도했다. 하지만 자살 증가로 이어지진 않았다.

## 상용판

### 헴록 협회
몇 년에 걸쳐 개량된 "탈출 봉지"가 판매되었다. 헴록 협회(Hemlock Society)는 "탈출 봉지"의 판매 촉진이 다음과 같은 이유에서 필요하다고 보았다: "네덜란드가 공개한 자료에 따르면 전체 자살 중 20%는 약물의 과다복용으로 인한 자살이며 이는 길면 4일 동안 개인을 의식불명 상태에서 고통스럽게 죽인다고 밝혀졌다. 이같은 이유에서 마지막 비상구나 Departing Drugs 같은 자살 매뉴얼들에서는 비닐 봉지를 자살에 추천한다."
헴록의 "자살 봉지"는 아래와 같이 설명되었다:
- 터틀넥 목 밴드는 선택 사항이다.
- 봉지 입구를 접어 안에 탄성이 있는 줄을 넣고 꿰메 칼라처럼 만들었고 줄 끝부분은 벨크로(찍찍이)로 꼭 맞게 조절할 수 있다.
- 큰 크기로 숨쉴 공간을 충분히 확보해 답답함과 불편함을 최소화한다.

헴록은 뉴스 레터 기사에 헬륨과 비닐 봉지를 이용한 방법등 다른 "탈출 봉지" 모델들도 소개하였다. 이 기사가 말하길 "헬륨 가스는 쉽게 흩어지고 사체에서 발견하기 힘들다"고 하였다. 뉴스 레터 독자들은 "팔 다리가 조금 꿈틀거리는 일이" 오래 지속되지 않을 것이라는 기대에 안심하였다. 니츠케(Philip Nitschke) 박사는 질소가 생리적으로 헬륨보다 낫다고 밝혔으며 죽는 동안 몸의 움직임이 더 적을 수 있다고 하였다.

### EXIT 인터내셔널
EXIT 인터내셔널은 2002년 오스트레일리아에서 이 봉지를 직접 제조하여 시장에 내놓으려고 했다.
그 당시까지만 해도 캐나다의 안락사 옹호자들(The Right to Die Society of Canada)이 적합한 칼라(목 밴드)와 벨크로(Velcro) 스트랩(어깨나 목에 걸기 위한 용구)을 갖춘 탈출 봉지를 오스트레일리아 사람들에게 판매하였다. 캐나다 사람들은 오스트레일리아 정부가 2001년에 이들 수입품을 재조사할 계획이 있음을 표명하자 이 제품들의 선적을 중단하였다. 이 봉지들은 오스트레일리아 봉지(Aussie Bag)로도 알려져 있다.

## 자살 텐트
2000년에 필립 니츠케 박사는 비활성 기체를 뿜어내는 저산소 텐트의 개념을 생각해냈다. 그는 이로 말미암아 두 사람이 함께 죽을 수 있게 해 준다고 언급하였다.

## 같이 보기
- Final Exit